# Stuckenia nitkowata

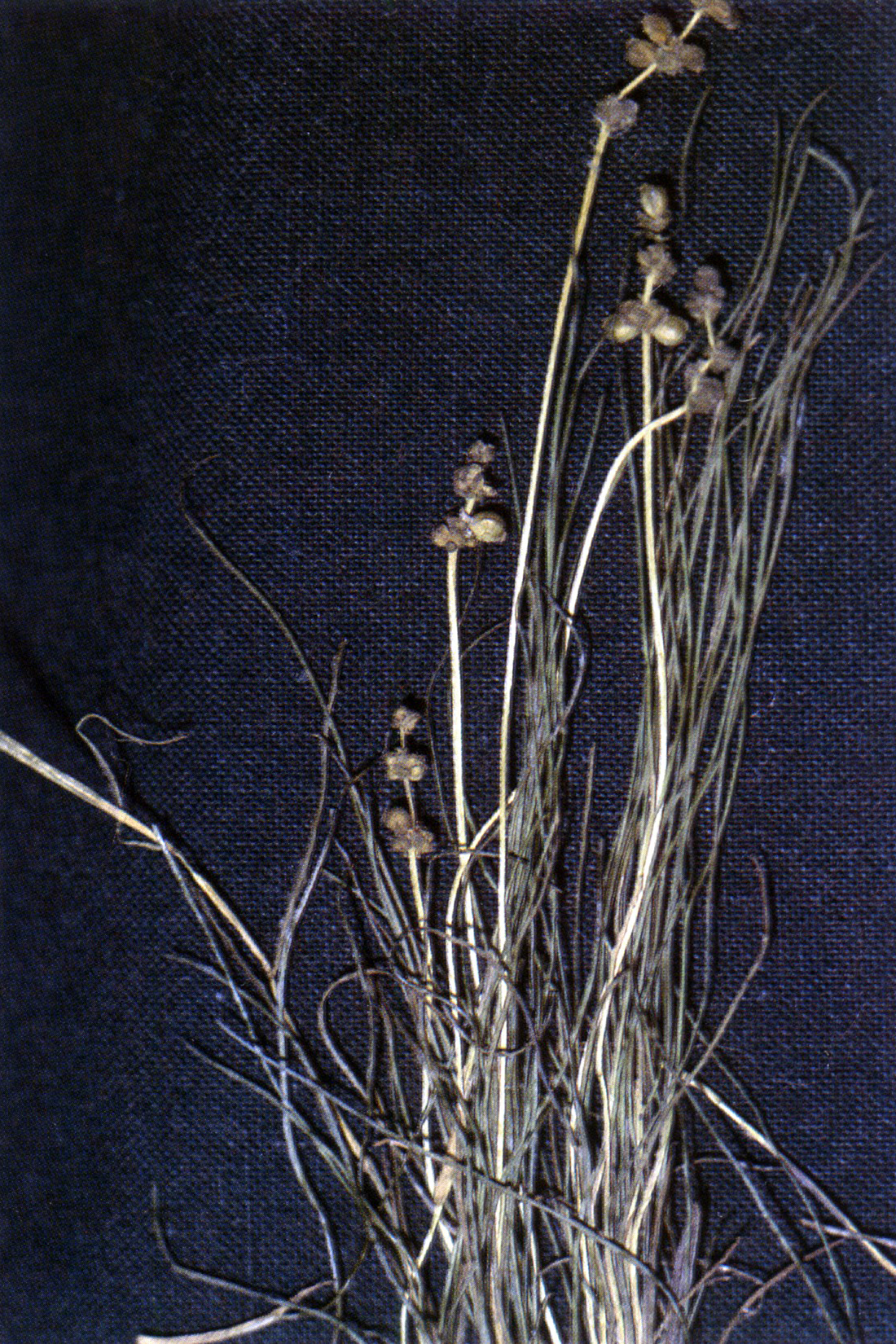
Okaz z zielnika

Stuckenia nitkowata, rdestnica nitkowata (Stuckenia filiformis (Pers.) Börner) – gatunek roślin wodnych należący do rodziny rdestnicowatych (Potamogetonaceae Dumort.), występujący w strefie klimatu umiarkowanego półkuli północnej, na Haiti i w Ameryce Południowej, od Ekwadoru do Argentyny i Chile. W Polsce gatunek rodzimy, rzadki. Rośnie w północnej części kraju.

## Morfologia
PokrójZanurzone rośliny wodne. Kwitnie od czerwca do sierpnia.
ŁodygaPędy u nasady silnie rozgałęzione, powyżej nierozgałęzione (w wodach stojących) lub rzadko rozgałęziające się do połowy długości pędu (wody o wartkim nurcie), osiągające długość 1 metra. W każdym węźle powstaje 1 pęd boczny.
LiścieUlistnienie naprzemianległe. Liście siedzące, kanalikowate, nabrzmiałe, nieprzezroczyste. Liście na głównym pędzie nitkowate, rzadko wąsko równowąskie (u rozrośniętych roślin w wodach o wartkim nurcie), o długości 3,3–18 cm i szerokości 0,2–1,6 mm, oliwkowozielone do ciemnozielonych, rzadziej brązowawe. Liście na pędach bocznych o długości 0,6–4,4 cm i szerokości 0,3–1,8 mm. Wierzchołki blaszek ostre do tępych, rzadko zaokrąglone lub szczecinowate. Pochwy liściowe otwarte lub zamknięte, języczkowate. Przylistki przyrośnięte do nasady blaszek liściowych na ⅔ długości. Użyłkowanie liścia równoległe, złożone z 1–3 żyłek.
KwiatyPędy kwiatostanowe o długości 0,4–20 cm. Kwiaty (5–14) zebrane w kłos, położone w 4–7 okółkach. Kłosy cylindryczne, nie wyniesione ponad powierzchnię wody. Kwiaty 4-słupkowe.
OwoceZaokrąglone, odwrotnie jajowate, dzióbkowate, ciemnobrązowe.

## Biologia i ekologia
RozwójByliny, wodne geofity (hydrogeofity).
SiedliskoRośliny te zasiedlają zimne i płytkie wody mezotroficzne do eutroficznych, głównie jeziora, strumienie i rzeki. Poza Syberią roślina ta występuje niemal wyłącznie w górach. Nie zasiedla wód brachicznych. Gatunek charakterystyczny zespołu Potametum filiformis. W jeziorach środkowej i zachodniej Europy występuje w wodach o różnym stanie ekologicznym, ale jest jednym z gatunków najczęściej spotykanych w wodach o dobrym stanie, zwłaszcza w jeziorach o średniej głębokości.
GenetykaLiczba chromosomów 2n = 13.

## Systematyka i zmienność
Typ nomenklatorycznyHolotypem gatunku jest okaz zielnikowy zebrany w Danii przez Heinricha Schumachera, przechowywany w Muzeum Historii Naturalnej w Paryżu. Okaz ten opisany był oryginalnie jako "Potamogeton setaceum, Lyngbye Söe". Obecnie okaz ten określony jest jako "Plantae danicae, Herb. Schumacher, Lyngby Sø". W 2008 roku Zdeněk Kaplan wskazał jako lektotyp tego gatunku okaz zielnikowy przechowywany w Uniwersytecie Kopenhaskim.
Podział rodzajuRdestnica nitkowata jest bardzo zmiennym gatunkiem, obejmującym zarówno drobne rośliny z liśćmi skoncentrowanymi u nasady krótkiego pędu, jak i rośliny rozrosłe, o bogato ulistnionych, wydłużonych pędach, występujące głównie w wodach o wartkim nurcie, a także rośliny o nitkowatych, ostrych liściach i te o liściach równowąskich, zaokrąglonych. Z uwagi na zmienność gatunku wyróżniane były w jego ramach podgatunki i formy. Po rozpoznaniu źródeł zmienności gatunku zaniechano jednak wyróżniania podkategorii pomocniczych, szczególnie w literaturze europejskiej. W Stanach Zjednoczonych autorzy nadal wyróżniają 3 podgatunki:
- Stuckenia filiformis subsp. alpinaus (Blytt) R. R. Haynes, Les, & M. Král
- Stuckenia filiformis subsp. filiformis
- Stuckenia filiformis subsp. occidentalis (J. W. Robbins) R. R. Haynes, Les, & M. Král

## Zagrożenia i ochrona
- Kategoria zagrożenia w Polsce według Czerwonej listy roślin i grzybów Polski (2006)[12]: V (narażony na wyginięcie); 2016: CR (krytycznie zagrożony)[13].
- Kategoria zagrożenia w Polsce według Polskiej czerwonej księgi roślin (2001, 2014): CR (krytycznie zagrożony)[14].